# Akcja „Mosty”
Akcja „Mosty” – akcja dywersyjna zorganizowana i podjęta przez Grupę Wawelberg w nocy z 2 na 3 maja 1921, dająca początek III powstaniu śląskiemu. 
Akcja została przeprowadzona na 90-kilometrowym odcinku zachodniej granicy obszaru plebiscytowego (pomiędzy Prudnikiem a Kluczborkiem) w celu odcięcia Górnego Śląska od Rzeszy poprzez częściowe zniszczenie arterii komunikacyjnych, głównie linii kolejowych. 

## Geneza
Pomysł odcięcia od zaplecza pojawił się już w polskich planach wojskowych jesienią 1918 roku. W ramach wsparcia kadrowego udzielanego konspiracji powstańczej przez Oddział II Ministerstwa Spraw Wojskowych, w czerwcu 1920 r. na Śląsk skierowany został por. Tadeusz Puszczyński – dawny członek POW z Królestwa Polskiego. W grudniu 1920 roku został powołany Referat Destrukcji Dowództwa Obrony Plebiscytu, w którym opracowano zatwierdzony 6 stycznia 1921 r. plan operacji „Mosty”. W lutym Referat liczył 9 oficerów, 4 podchorążych, 4 sierżantów, 5 plutonowych, 2 kaprali i 22 szeregowych. W kolejnych tygodniach został rozbudowany Referat Destrukcji złożony głównie z ochotników dobrze obznajomionych z minerstwem i pracami inżynieryjnymi – głównie saperzy służący wcześniej w armii niemieckiej i górnicy znający dobrze materiały wybuchowe.
Od marca 1921 zaczęto gromadzić materiały (ekrazyt i melinit) potrzebne do zniszczenia obiektów w domach Polaków w pobliżu punktów przeznaczonych do wysadzenia. Puszczyński pod koniec marca zamieszkał w hotelu „Deutsches Haus” w Strzelcach Opolskich posługując się fikcyjną tożsamością jako Konrad Wawelberg. Do hotelu przybywali łącznicy oddziałów komandosów, które zostały rozlokowane w zakonspirowanych placówkach od Praszki i Kluczborka, po Opawę, Prudnik i Rybnik. 1 maja Puszczyński otrzymał rozkaz wykonania akcji „Mosty”.

## Działania
Akcja dywersyjna rozpoczęła się na specjalny rozkaz wodza naczelnego powstania podpułkownika kawalerii Wojska Polskiego Macieja Mielżyńskego o północy, zakończona została po kilku godzinach. Akcja została przeprowadzona w warunkach pełnego zaskoczenia Niemców, przy stosunkowo niewielkich stratach dla strony polskiej – do niewoli trafiło 3 oficerów, 3 podchorążych i 18 podoficerów i szeregowych.
W akcji brało udział 22 oficerów, 6 podoficerów i 57 szeregowych powstańców, skupionych w kilku oddziałach. 
W rezultacie działań odcięto niemieckie ośrodki dyspozycyjne, jakimi wówczas były Wrocław i Nysa, a także będący punktem koncentracji niemieckich bojówek Prudnik, od obszaru operacyjnego powstania. 

### Wykaz obiektów zniszczonych podczas akcji „Mosty”

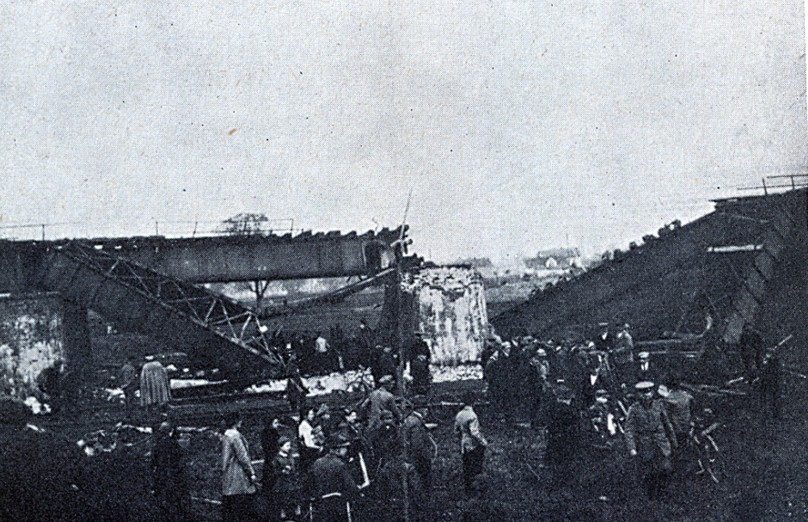
Most na Odrze w Szczepanowicach, wysadzony w ramach akcji „Mosty” przy udziale Wiktora Wiechaczka.

- na linii kolejowej Opole–Jelcz–Wrocław:
  - most kolejowy na rzece Budkowiczance pomiędzy Karłowicami a Popielowem – dowódca akcji kpr. Bohdan de Nisau
- na linii kolejowej Opole–Brzeg–Wrocław:
  - tory kolejowe koło stacji Dąbrowa – ppor. Franciszek Strzelczyk-Łukasiński
  - most kolejowy na Odrze w Opolu-Szczepanowicach – kpt. Tadeusz Puszczyński
- na linii kolejowej Nysa–Prudnik–Kędzierzyn:
  - most kolejowy na rzece Osobłodze w Dzierżysławicach pod Głogówkiem – pchor. Stanisław Gliński
- na linii kolejowej Nysa–Prudnik–Racławice Śląskie–Głubczyce:
  - tory kolejowe w Racławicach Śląskich – pchor. Janusz Meissner
  - most kolejowy na rzece Osobłodze w Racławicach Śląskich – pchor. Józef Sibera
- na linii kolejowej Prudnik–Gogolin:
  - most kolejowy na Odrze w Krapkowicach – ppor. Nowaczek
  - most kolejowy na rzece Białej w Dobrej pod Krapkowicami – por. Włodzimierz Dąbrowski
- na linii kolejowej Kluczbork–Namysłów–Wrocław:
  - most na rzece Baryczka pod Smardami – pchor. Stanisław Czapski
  - tory kolejowe